# Oprindelige folk
Oprindelige folk, urbefolkning eller stammefolk er ikke-dominerende folkeslag i et større samfund, som de er en del af, til trods for at de var en del af de folk, der beboede området først. Der findes ingen generel internationalt accepteret definition af stammefolk.
De har ofte deres egen kultur, som er baseret på naturressourcer og de har typisk en kultur og/eller et sprog, der adskiller sig fra den dominerende befolkning. Oprindelige folk vil derfor ofte udgøre en minoritet, men ikke altid, som for eksempel i Latinamerika.
Udtrykket benyttes almindeligvis om den befolkning, som boede i et geografisk område eller land, før det blev erobret, koloniseret eller præget af omfattende immigration.[kilde mangler]
I hele verden er der omkring 370 millioner mennesker, der regnes blandt oprindelige folk. De er oftest blandt de fattigste, mest marginaliserede mennesker og er ofte blandt de mest forfulgte.
I Danmark findes der kun et enkelt oprindeligt folk, nemlig den oprindelige befolkning i Grønland, Inuit-folket, som fik status som et oprindeligt folk i 1996 inden for Kongeriget Danmark.

## Exonymer
I etnolingvistik betegner et exonym det navn, som andre befolkningsgrupper giver et folk (endonymet er derimod navnet, som folket selv foretrækker). Mange oprindelige folk er blevet givet navne af deres koloniherrer, som siden er blevet almene, men som ifølge folkene selv har rod i en latterliggørende betydning: således er inuit, yupik og aleutterne blevet givet navnet eskimo ("dem, der spiser råt kød"), samer er blevet givet navnet lap og deres land Lapland, og forskellige oprindelige folk i Amerika er blevet kaldt indianere  (fordi de europæere, der først kom dertil troede, at de var i Indien).[kilde mangler]

## Oprindelige folkeslag eller stammefolk
Flere specifikke landes indfødte bliver betegnet som oprindelige folk, blandt andet:
- Aboriginere – oprindelige australiere.
- Amerikas oprindelige folk - oprindelige folk i Amerika.
- Inuit – Bebor store dele af det arktiske område, først og fremmest Grønland (Kalaallit Nunaat), men også Nunavut, Nunavik, Nunatsiavut og Inuvialuit bosættelsesregionen, Northwest Territories i Canada samt Iñupiat Nunaŋat i Alaska, USA.
- Oprindelige taiwanere – oprindelige beboere på Taiwan.
- Samer – Urbefolkningen i Sápmi, der administreres af Norge, Sverige og Finland.

## Rettigheder
FNs generalforsamling der bl.a. inkluderer Danmark vedtog  13. september 2007 Den Internationale Erklæring om Oprindelige Folks Rettigheder, efter mere end tyve års forhandlinger i FN-systemet.
D. 18. januar 1996 ratificerede Danmark på Den Internationale Arbejdsorganisations 76. samling i Geneve den 28. juni 1989 vedtagne konvention nr. 169 vedrørende oprindelige folk og stammefolk i selvstændige stater.